# Binodoxys achalensis
Binodoxys achalensis är en stekelart som beskrevs av Jaroslav Stary 2004. Binodoxys achalensis ingår i släktet Binodoxys och familjen bracksteklar. Inga underarter finns listade.